# Crionics
I Crionics sono un gruppo musicale blackened death metal polacco, formatosi a Cracovia nel 1997.

## Formazione

### Formazione attuale
- Dariusz "Yanuary" Styczeń - chitarra (1997-1999, 2007-presente), Guitars (session) (2002-2007) (Anal Stench, Thy Disease, ex-Abused Majesty, ex-Sceptic, ex-Wizard (live))
- Wacław "Vac-V" Borowiec - tastiere (1999-presente) (ex-Wizard, ex-Abused Majesty (live))
- Rafał "Brovar" Brauer - basso (2008-presente) (Sinful Carrion, ex-Hefeystos, ex-Immemorial, ex-Sons of Serpent, ex-Behemoth, ex-Blindead, ex-Thy Disease)
- Paweł "Paul" Jaroszewicz - batteria (2008-presente) (Antigama, Christ Agony, Hell-Born, Soul Snatcher, Deathbringer (live), ex-Lost Soul, ex-Thy Disease, ex-Vader, ex-Interior, ex-Rootwater)
- Przemysław "Quazarre" Olbryt - chitarra, voce (2008-presente) (Asgaard, Devilish Impressions)

### Ex componenti
- Michał "War-A.N" Skotniczny – chitarra, voce (1997–2008)
- Bartosz "Bielmo" Bielewicz – chitarra (1999–2001)
- Maciej "Carol" Zięba – batteria (1997–2000)
- Maciej "Darkside" Kowalski – batteria (2000–2008)
- Markus "Marcotic" Kopa – basso (1997–2004)

### Turnisti
- Dariusz "Daray" Brzozowski – batteria (2005)
- Łukasz "Lucass" Krzesiewicz – batteria (2010)
- Konrad "Destroyer" Ramotowski – basso, voce (2004–2007)
- Filip "Heinrich" Hałucha – basso (2007)
- Jakub "Jackobh" Czekierda – basso (2010)
- James Stewart – batteria (2010)

## Discografia

### Album in studio
- 2002 - Human Error: Ways to Selfdestruction
- 2004 - Armageddon's Evolution
- 2007 - Neuthrone

### Demo
- 1998 - Demo'98

### EP
- 2000 - Beyond the Blazing Horizon
- 2010 - N.O.I.R.